# 盧甘斯克州州長
卢甘斯克州州长（羅馬化：Hlavoiu vykonavochoi vlady Luhanskoi oblasti）是卢甘斯克州行政部门的负责人。由于当前的俄乌战争，该州政府自2015年3月5日起被指定为军民行政管理局。因此，该州州长的正式稱號為卢甘斯克州军民管理局首长
此职位是被任命职位，由乌克兰总统根据乌克兰总理的推荐而去任命，任期為四年。
州长官邸最初位于卢甘斯克，由于顿巴斯战争爆發，官邸自2015年3月5日起迁至北顿涅茨克（直至2022年俄羅斯奪取該地爲止） 

## 歷任州长

### 卢甘斯克（伏罗希洛夫格勒）州执行委员会主席
- 彼得·博吉尼亚 (1938)
- 米哈伊洛·舍甫琴科 (1938–1942)
- 纳粹德国占领（1942–1943）
- 米哈伊洛·舍甫琴科 (1943)
- 伊万·奥列什科 (1943–1947)
- ？ (1947–1948)
- 斯捷潘·斯特森科 (1948–1950)
- 皮利普·雷舍特尼亚克 (1950–1960)
- 米科拉·古列耶夫 (1960–1963)
- 伊万·伊万年科 (Ivan Ivanenko) (1963–1964) [a]
- 米科拉·达维登科 (1963–1964) [b]
- 米科拉·古列耶夫 (1964–1971)
- 米科拉·达维登科 (1971–1974)
- 维克多·利西岑 (1974–1981)
- 阿尔伯特·梅尔兹连科 (1981–1986)
- 里德·兹韦耶夫 (1986–1987)
- 阿纳托利·卡西亚诺夫 (1987–1990)
- 爱德华·卡纳诺夫(1990–1991)
- 阿纳托利·卡西亚诺夫 (1991–1992)

### 总统代表
- 爱德华·卡纳诺夫(1992–1994)

### 执行委员会主席
- 佩特罗·库平(1994–1995)

### 行政首长
- 彼得罗·库平(1995)
- 亨纳迪·福缅科(1995–1998)
- 亚历山大·叶夫列莫夫(1998–2005)
- 阿列克謝·達尼洛夫(2005) [3]
- 亨纳迪·莫斯卡尔(2005–2006)
- 亚历山大·科比蒂耶夫(2006)（代理）
- 亚历山大·安蒂波夫(2006–2010)
- 瓦列里·霍连科(2010)
- 弗拉基米尔·普雷斯图克(2010–2014)
- 米哈伊洛·博洛茨基赫(2014)
- 伊琳娜·维里希娜(2014)（代理）
- 亨纳迪·莫斯卡尔(2014–2015) [4] [5]

#### 州军民管理局首长
- 尤里·克利缅科（2015—2015年） [6]
- 格奥尔基·图卡(2015—2016年) [7][8]
- 尤里·哈爾布兹（2016年4月29日—2018年11月22日） [9]
- 舍尔希·菲尔（2018年11月22日至2019年7月5日）（代理）
- 维塔利·科马尔尼茨基（2019年7月5日至10月25日） [10]
- 谢尔盖·盖达伊（2019年10月25日 - 2023年3月15日）[11] [12]
- 阿列克西·斯米尔诺夫（2023年3月16日至4月12日）（代理）
- 阿尔特姆·雷索霍尔（2023年4月12日至2025年4月15日）
- 阿列克西·哈尔琴科（自 2025 年 4 月 15 日起）